# サム・ラングフォード
サム・ラングフォード（Sam Langford、1883年3月4日 - 1956年1月12日）は、カナダ出身の元プロボクサー。アメリカ合衆国のリングで活躍した黒人選手。
元来はライト級の選手ながら階級不問で戦った。その漆黒の肌から“ボストン・タール・ベビー”の異名を取る人気選手であった。
極貧の出身で、米国マサチューセッツ州ボストンでプロのリングに上がるようになった。その生涯でジョー・ガンス、スタンリー・ケッチェル、フィラデルフィア・ジャック・オブライエンら、8人の世界チャンピオン経験者を含む幾多の強豪たちと対戦した。1900年には後に黒人初の世界ヘビー級チャンピオンとなるジャック・ジョンソンと対戦、体格で遙かに上回るジョンソンを持ち前のスピードと強打で苦しめたが、僅差の判定負け。これに懲りたジョンソンはその後二度とラングフォードと対戦しようとしなかったと言われる。
後には眼を痛め、1924年の引退時にはほとんど失明状態だったとも言われる。晩年は不遇だった。

## 通算戦績
178勝（129KO）32敗40引分